# Ben Daoud
Ben Daoud (în arabă بن داود) este o comună din provincia Bordj-Bou-Arreridj, Algeria.
Populația comunei este de 11.632 de locuitori (2008).